# James Wood (Literaturkritiker)
James Wood (* 1. November 1965 in Durham, England) ist ein britischer Literaturwissenschaftler, Essayist und Romancier. Seit 2010 lehrt er als Professor für Literaturkritik an der Harvard University und ist fester Mitarbeiter beim New Yorker. Er gilt als einer der bedeutendsten Literaturkritiker der Welt.

## Leben
James Woods Vater war Professor für Zoologie an der Durham University. James Wood besuchte die Chorister School in Durham sowie das Eton College, wo er ein Musik-Stipendium erhielt. Am Jesus College (Cambridge) studierte er Englische Literatur.
Von 1992 bis 1995 war Wood leitender Literaturkritiker des Guardian und einer der Juroren für den Booker Prize 1994. 1995 wurde er leitender Redakteur bei dem Politikmagazin The New Republic in den Vereinigten Staaten. 2007 wurde Wood fester Mitarbeiter beim New Yorker. Seine Rezensionen und Essays erschienen außerdem in der New York Times, der New York Review of Books und der London Review of Books.
An der Boston University unterrichtete Wood Literaturwissenschaft gemeinsam mit Saul Bellow. Er lehrte auch am Kenyon College in Ohio und seit September 2003 mit halber Stelle an der Harvard-Universität; zunächst als Gastdozent und mittlerweile als Professor. Wood ist auch Gastdozent am Zentrum für Geisteswissenschaften der Tufts University.
2008 hat Wood das literaturtheoretische Werk How fiction works veröffentlicht. Er zeigt an vielen Beispielen, wie Autoren trotz ihrer als traditionell geltenden auktorialen Erzählung durch die Verwendung der erlebten Rede, durch Detailbeschreibungen und genaue Beobachtung Texte produzieren, die sich aus der auktorialen Allwissenheit in Richtung objektiverer, personaler Perspektiven bewegen. Wood ist fasziniert von der Erzählkunst der realistischen Romane des 19. Jahrhunderts, deren Kritik meist auf einem überzeichneten Bild beruhe; seiner Meinung nach seien heutige literarische Genres Varianten in einem weitgefassten Begriff von Realismus. 
In seinem zweiten, 2018 bei Farrar, Straus and Giroux erschienenen Roman Upstate geht es um den Umgang mit einem an Depression erkrankten erwachsenen Kernfamilienmitglied (Vater, Schwester) sowie um einen subtil beobachteten Vergleich der kulturellen Verhaltensstandards zwischen Vereinigten Staaten und Vereinigtem Königreich. Die Kritiker sagen, er hielte sich an die Kriterien, die er als Literaturkritiker hochhielt, er erzählt ruhig, ohne jeden „hysterischen Realismus“, ein von ihm geprägter Begriff. Der Titel Upstate verweist auf die Anreise der Engländer in den kleinstädtisch geprägten US-Bundesstaat New York.
Wood ist mit Claire Messud verheiratet. Mit ihren zwei Kindern leben sie in Cambridge (Massachusetts).

## Preise und Auszeichnungen
- 1990 gewann er den Preis der Britischen Presse als Nachwuchs-Journalist des Jahres.
- 2007 Aufnahme in die American Academy of Arts and Sciences
- 2010/2011 Berlin Prize Fellowship der American Academy in Berlin.

## Werke (Auswahl)
Belletristik
- The Book Against God. Farrar, Straus & Giroux, New York 2003, ISBN 0-374-11538-9 (autobiographischer Roman).
- Upstate („Upstate“, 2018). Rowohlt, Hamburg 2019, ISBN 978-3-498-07406-7 (übersetzt von Tanja Handels).

Sachbücher
- The Broken Estate. Essays on Literature and Belief (Modern Library). Random House, New York 2000, ISBN 978-0-375-75263-6.
- The Irresponsible Self. On Laughter and the Novel. Farrar, Straus & Giroux, New York 2004, ISBN 0-374-17737-6.
- Die Kunst des Erzählens („How Fiction Works“, 2008). Rowohlt, Reinbek 2011, ISBN 978-3-498-07367-1 (übersetzt von Imma Klemm-Ortheil).